# Шмурло, Владимир Францевич

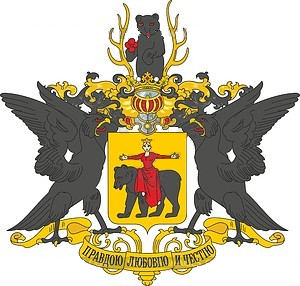
Герб рода Шмурло. Пожалован Францу Иосифовичу Шмурло.

Владимир Францевич Шмурло (15 [27] июля 1865, Челябинск, Оренбургская губерния — 27 февраля 1931, Рига) — русский инженер и эсперантист.

## Биография
Родился в Челябинске, в семье мелкопоместного дворянина, учился в Санкт-Петербурге, по образованию — инженер-железнодорожник. Участвовал в строительстве Транссибирской магистрали, в частности в районе посёлка Юргамыш (ныне — в Курганской области). В 1890-х овладел языком волапюк, а вскоре после этого присоединился к зарождающемуся движению российских эсперантистов, в 1896 году провёл в Санкт-Петербурге первый в Российской империи литературный конкурс на эсперанто.
После революции 1905 года с 1905 по 1908 годы жил в Штутгарте, с 1908 года — в Риге. В 1910 году основал в Риге общество эсперантистов «Рижская звезда» (эсп. Riga Stelo) и стал его первым президентом, с 1910 по 1911 год редактировал и издавал одноимённый журнал. С 1910 по 1915 год был представителем Всемирной ассоциации эсперанто (UEA) в Риге.
Публиковался во многих эсперанто-изданиях: La Esperantisto, Internacia Scienca Revuo, Lingvo Internacia и Scienca Gazeto. В 1916 году составил русско-эсперанто словарь. В 1917 году издал в Петрограде «Всемирную алфавитную адресную книгу „Нить Ариадны“», о которой он писал, что это — «первая попытка [создания] энциклопедии эсперантизма»; её исходная версия, однако, состояла из одних лишь ссылок. Первые 88 страниц были изданы в Риге, полноценному изданию последующих страниц помешала революция.
В 1920 году создал «Arlingo» — один из вариантов эсперантидо, представлявший собой «исправление» эсперанто, который не был опубликован.
В последние годы жизни проявлял интерес к различным проектам создания плановых международных языков.

## Семья
У Матвея Шмурла был сын Карл, внук Иван, правнук Фома-Осип — дед Владимира Францевича.
- Отец — генерал-майор Франц Иосифович (Осипович) Шмурло (3 (15) октября 1805 года, с. Бржезницы Дрогичинской волости Кобринского уезда Гродненской губернии — 1893, д. Васильевка (Городничевка) Кипельской волости Челябинского уезда)
- Мать — Раиса Корнильевна (ок. 1834—23 марта (5 апреля)  1907 года), дочь челябинского врача Корнилия Ивановича Покровского; арендатор, затем владелец Воскресенского винокуренного № 30 завода
- Братья:
  - Евгений (29 декабря 1853 года (10 января 1854 года)—7 апреля 1934, Прага) — историк.
  - Геннадий (29 января (10 февраля)  1869 года — 18 сентября 1926, Ницца) — земский деятель, член Государственного совета.
  - Леонид — прокурор Вернинского окружного суда, затем служил в Сенате.
  - Аркадий, покончил с собой, проиграв в карты 4000 рублей.